# Annus iam plenus
Erneut wendet sich Papst Benedikt XV. mit seiner Enzyklika Annus iam plenus vom 1. Dezember 1920 an alle Bischöfe und ruft nochmals zu einer Spendenaktion „für die Kinder in Zentraleuropa“ auf.
Bereits am 24. November 1919 hatte er mit der Enzyklika Paterno iam diu auf die „Not der Kinder in Zentraleuropa“ hingewiesen und um Kollekten und Sachspenden gebeten.
In dieser neuen Enzyklika bedankt sich der Papst für die bisher geleisteten Spenden. Er stellt aber auch fest, dass die bisherigen Maßnahmen nicht ausreichend waren und dass immer noch Kinder in Armut und Hunger leben müssten. Er beklagte nochmals die aus den Kriegsfolgen entstandenen Nöte und unterstrich, dass Helfen eine göttliche und väterliche Pflicht sei. Sein Aufruf galt nicht nur der finanziellen Unterstützung, sondern er bitte auch um Bereitstellung von Bekleidung, warmen Decken und Nahrungsmitteln. Der Spendentag wurde auf den 28. Dezember festgelegt, alle Diözesen sollten an diesem Tag eine Sammelaktion durchführen.